# Acueducto del Bósforo
El Acueducto del Bósforo es un proyecto que se inauguró en 2012 en Estambul, Turquía. Con una población de aproximadamente 15 millones, Estambul trata de garantizar el acceso de sus ciudadanos al agua potable. El agua más limpia en Turquía se encuentra en las fronteras asiáticas del país. Por lo tanto era difícil llevar agua a la parte asiática de Estambul, con cientos de kilómetros de tuberías, y otro reto era llevar agua a la parte europea de Estambul con un túnel excavado de 85 metros bajo el fondo del mar (145 metros bajo la superficie del mar) encima de una línea de falla sísmica activa. Cuando se terminó era el primer túnel que unía dos continentes.